# 张蓬生
张蓬生（1974年11月1日—），出生于山东济南，已经退役的中国足球运动员，场上司职守门员，曾经在山东鲁能泰山、陕西国力、北京宽利等俱乐部效力。

## 职业生涯

### 青年队
- 15岁进入山东青年队。

### 俱乐部
- 1994年职业联赛开始后效力于山东鲁能泰山。
- 1999年由于外籍守门员萨沙的加盟而离开山东，前往陕西国力担任主力。
- 2000年在北京宽利担任主力。
- 2001年返回山东鲁能泰山，因伤病问题于2004年退役。

## 执教球队
- 2008年进入山东鲁能泰山足校，担任青少年守门员的培养工作。